# ARCnet
ARCnet (acronimo di Attached Resource Computer Network) è un protocollo per reti locali, utilizzato per scopi simili ai protocolli Token Ring o Ethernet. ARCnet è stato il primo protocollo largamente utilizzato per creare reti tra microcomputer negli anni ottanta.

## Storia
Il protocollo fu sviluppato nel 1976 dalla Datapoint Corporation e annunciato nel 1977.